# Haploniscus gibbernasutus
Haploniscus gibbernasutus is een pissebed uit de familie Haploniscidae. De wetenschappelijke naam van de soort is voor het eerst geldig gepubliceerd in 1971 door Birstein.